# Chantérac
Chantérac est une commune française située dans le département de la Dordogne, en région Nouvelle-Aquitaine.

## Géographie

### Généralités
Dans la moitié ouest du département de la Dordogne, la commune de Chantérac est bordé par deux affluents de l'Isle, la Beauronne et le Salembre.
Localisé dans la partie orientale de la forêt de la Double, son territoire est essentiellement forestier et parsemé de nombreux étangs.
Traversé par la route départementale (RD) 104, le petit bourg de Chantérac est situé, en distances orthodromiques, sept kilomètres au nord-ouest du centre-ville de Saint-Astier et huit kilomètres au nord de celui de Neuvic.
Le territoire communal set également desservi par les RD 39, 43, 44 et 109.

### Communes limitrophes
Chantérac est limitrophe de sept autres communes, dont Saint-Sulpice-de-Roumagnac au nord-ouest sur seulement 30 mètres, au lieu-dit les Quatre Frères. Au même endroit, son territoire est distant d'environ 100 mètres de celui de Saint-Pardoux-de-Drône.
| Saint-Sulpice-de-Roumagnac | Segonzac                  | Saint-Aquilin |
| Saint-Vincent-de-Connezac  | Chantérac                 |               |
| Saint-Jean-d'Ataux         | Saint-Germain-du-Salembre | Saint-Astier  |

### Géologie et relief

#### Géologie
Situé sur la plaque nord du Bassin aquitain et bordé à son extrémité nord-est par une frange du Massif central, le département de la Dordogne présente une grande diversité géologique. Les terrains sont disposés en profondeur en strates régulières, témoins d'une sédimentation sur cette ancienne plate-forme marine. Le département peut ainsi être découpé sur le plan géologique en quatre gradins différenciés selon leur âge géologique. Chantérac est située dans le troisième gradin à partir du nord-est, un plateau formé de calcaires hétérogènes du Crétacé.
Les couches affleurantes sur le territoire communal sont constituées de formations superficielles du Quaternaire et de roches sédimentaires datant pour certaines du Cénozoïque, et pour d'autres du Mésozoïque. La formation la plus ancienne, notée c5b, date du Campanien 2, des calcaires crayo-marneux blanchâtres à grosses silicifications grises en alternance dures et tendres puis calcaire crayeux à glauconie. La formation la plus récente, notée CFp, fait partie des formations superficielles de type colluvions indifférenciées de versant, de vallon et plateaux issues d'alluvions, molasses, altérites. Le descriptif de ces couches est détaillé dans  les feuilles « no 758 - Périgueux (ouest) » et « no 782 - Mussidan » de la carte géologique au 1/50 000 de la France métropolitaine, et leurs notices associées,.

Carte géologique de Chantérac.

#### Relief et paysages
Le département de la Dordogne se présente comme un vaste plateau incliné du nord-est (491 m, à la forêt de Vieillecour dans le Nontronnais, à Saint-Pierre-de-Frugie) au sud-ouest (2 m à Lamothe-Montravel). L'altitude du territoire communal varie quant à elle entre 81 m et 217 m,.
Dans le cadre de la Convention européenne du paysage entrée en vigueur en France le 1er juillet 2006, renforcée par la loi du 8 août 2016 pour la reconquête de la biodiversité, de la nature et des paysages, un atlas des paysages de la Dordogne a été élaboré sous maîtrise d’ouvrage de l’État et publié en octobre 2020. Les paysages du département s'organisent en huit unités paysagères et 14 sous-unités. La commune fait partie de la Double, au sein de l'unité de paysage « La Double et le Landais », deux plateaux ondulés, dont la pente générale descend de l'est vers l'ouest. À l'est, les altitudes atteignent ainsi les 200 m pour les plus élevées (233 m au sud de Tocane-Saint-Apre). Vers l'ouest, le relief s’adoucit et les altitudes maximales culminent autour des 100 mètres. Les paysages sont forestiers aux horizons limités, avec peu de repères, ponctués de clairières agricoles habitées.
La superficie cadastrale de la commune publiée par l'Insee, qui sert de référence dans toutes les statistiques, est de 18,94 km2,,. La superficie géographique, issue de la BD Topo, composante du Référentiel à grande échelle produit par l'IGN, est quant à elle de 19,09 km2.

### Hydrographie

#### Réseau hydrographique
La commune est située dans le bassin de la Dordogne au sein du Bassin Adour-Garonne. Elle est drainée par la Beauronne, le Salembre, le Rieutord (la Nauve dans sa partie amont), le Roueix, le Bardot, le ruisseau de la Bataille et par divers petits cours d'eau, qui constituent un réseau hydrographique de 28 km de longueur totale,.
La Beauronne, d'une longueur totale de 18,12 km, prend sa source dans la commune de Saint-Vincent-de-Connezac ; son bras oriental se jette dans l'Isle en rive droite, en limite de Saint-Front-de-Pradoux et de Saint-Louis-en-l'Isle, face à Sourzac,. Elle arrose la commune à l'ouest sur plus de cinq kilomètres et demi, essentiellement en limite de Saint-Vincent-de-Connezac.
Son affluent de rive gauche le Bardot prend sa source dans le sud-ouest du territoire communal qu'il arrose sur près de trois kilomètres dont un kilomètre et demi sert de limite naturelle face à Saint-Jean-d'Ataux.
Autre affluent de rive gauche de la Beauronne, la Nauve, ou le Rieutord dans sa partie aval, prend sa source dans le sud et quitte la commune après une trentaine de mètres.
Le Salembre, d'une longueur totale de 16,97 km, prend sa source dans la commune de Saint-Aquilin et se jette dans l'Isle en rive droite à Neuvic, au sud de Neuvic Gare. Il sert de limite territoriale à l'est sur cinq kilomètres face à Saint-Aquilin, Saint-Astier et Saint-Germain-du-Salembre.
Principal affluent du Salembre, le Roueix prend sa source dans le nord du territoire communal qu'il traverse en direction du sud sur plus de cinq kilomètres dont près de 500 mètres en limite de Saint-Germain-du-Salembre.
Son affluent de rive droite le ruisseau de la Bataille marque la limite communale sur 1,7 kilomètre face à Saint-Germain-du Salembre.

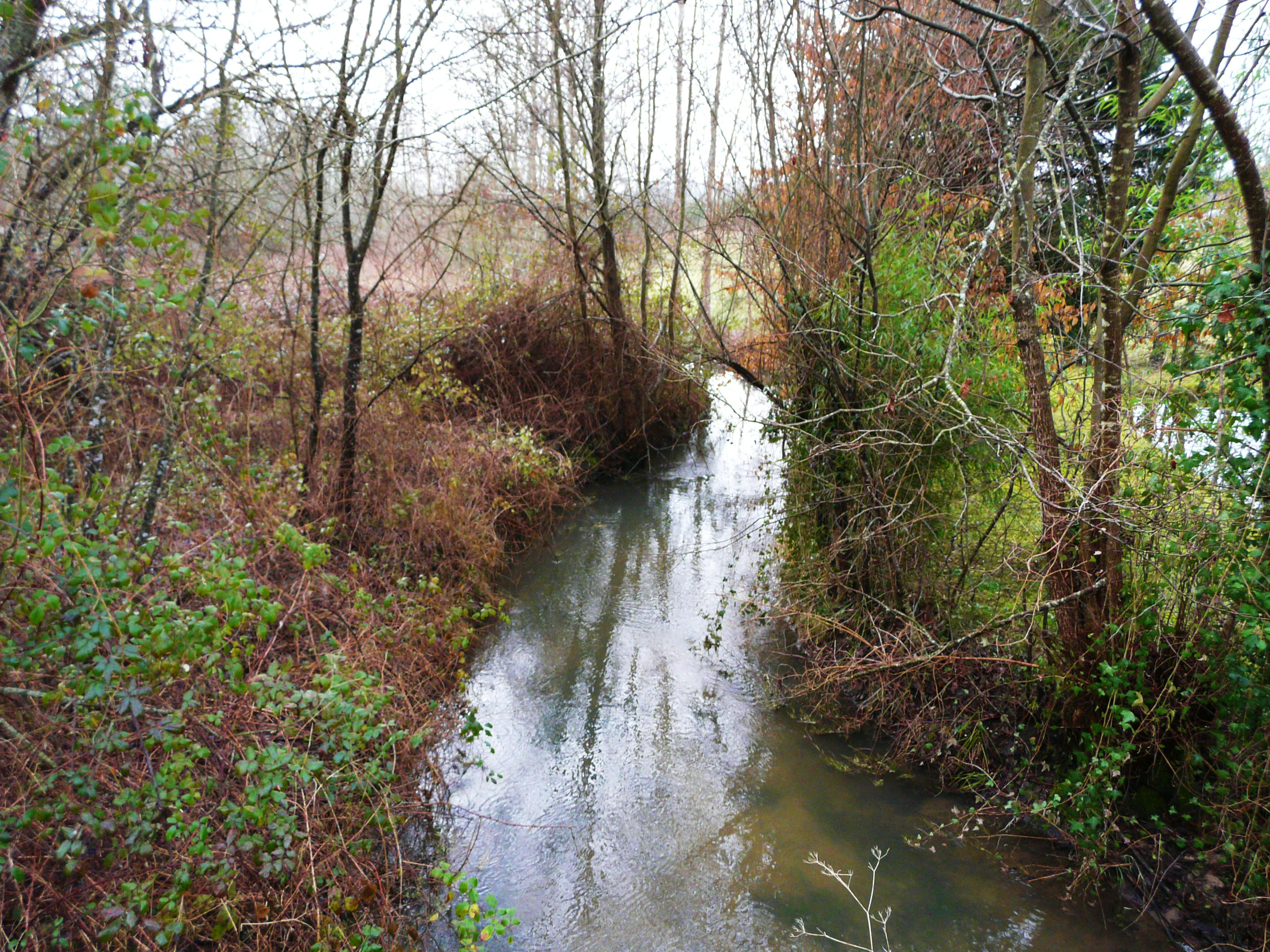
La Beauronne en limite de Chantérac et Saint-Vincent-de-Connezac au pont de la RD 44.
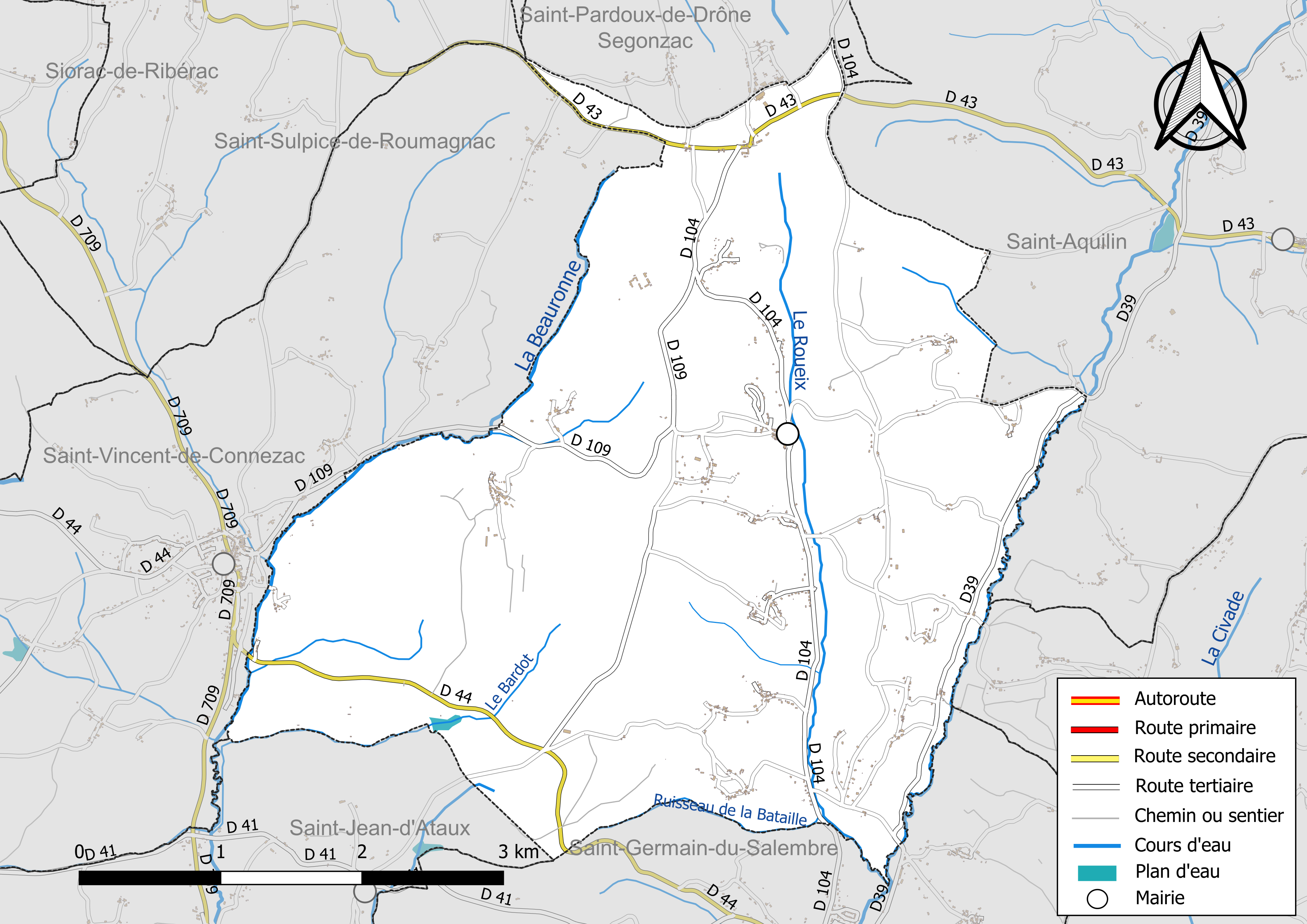
Réseaux hydrographique et routier de Chantérac.

#### Gestion et qualité des eaux
Le territoire communal est couvert par le schéma d'aménagement et de gestion des eaux (SAGE) « Isle - Dronne ». Ce document de planification, dont le territoire regroupe les bassins versants de l'Isle et de la Dronne, d'une superficie de 7 500 km2, a été approuvé le 2 août 2021. La structure porteuse de l'élaboration et de la mise en œuvre est l'établissement public territorial de bassin de la Dordogne (EPIDOR). Il définit sur son territoire les objectifs généraux d’utilisation, de mise en valeur et de protection quantitative et qualitative des ressources en eau superficielle et souterraine, en respect des objectifs de qualité définis dans le troisième SDAGE  du Bassin Adour-Garonne qui couvre la période 2022-2027, approuvé le 10 mars 2022.
La qualité des eaux de baignade et des cours d’eau peut être consultée sur un site dédié géré par les agences de l’eau et l’Agence française pour la biodiversité.

### Climat
Pour des articles plus généraux, voir Climat de la Nouvelle-Aquitaine et Climat de la Dordogne.
Historiquement, la commune est exposée à un climat océanique aquitain.  
En 2020, Météo-France publie une typologie des climats de la France métropolitaine dans laquelle la commune est exposée à un climat océanique altéré et est dans la région climatique  Aquitaine, Gascogne, caractérisée par une pluviométrie abondante au printemps, modérée en automne, un faible ensoleillement au printemps, un été chaud (19,5 °C), des vents faibles, des brouillards fréquents en automne et en hiver et des orages fréquents en été (15 à 20 jours).
Pour la période 1971-2000, la température annuelle moyenne est de 12,1 °C, avec  une amplitude thermique annuelle de 14,9 °C. Le cumul annuel moyen de précipitations est de 964 mm, avec 12,1 jours de précipitations en janvier et 6,8 jours en juillet. Pour la période 1991-2020, la température moyenne annuelle observée sur la station météorologique la plus proche, située sur la commune de Saint-Martin-de-Ribérac à 9 km à vol d'oiseau, est de 13,5 °C et le cumul annuel moyen de précipitations est de 916,6 mm,. Pour l'avenir, les paramètres climatiques de la commune estimés pour 2050 selon différents scénarios d’émission de gaz à effet de serre sont consultables sur un site dédié publié par Météo-France en novembre 2022.

## Urbanisme

### Typologie
Au 1er janvier 2024, Chantérac est catégorisée commune rurale à habitat dispersé, selon la nouvelle grille communale de densité à 7 niveaux définie par l'Insee en 2022.
Elle est située hors unité urbaine et hors attraction des villes,.

### Occupation des sols
L'occupation des sols de la commune, telle qu'elle ressort de la base de données européenne d’occupation biophysique des sols Corine Land Cover (CLC), est marquée par l'importance des forêts et milieux semi-naturels (55,2 % en 2018), en augmentation par rapport à 1990 (53,3 %). La répartition détaillée en 2018 est la suivante : 
forêts (52,6 %), zones agricoles hétérogènes (39,8 %), prairies (5,1 %), milieux à végétation arbustive et/ou herbacée (2,5 %). L'évolution de l’occupation des sols de la commune et de ses infrastructures peut être observée sur les différentes représentations cartographiques du territoire : la carte de Cassini (XVIIIe siècle), la carte d'état-major (1820-1866) et les cartes ou photos aériennes de l'IGN pour la période actuelle (1950 à aujourd'hui).

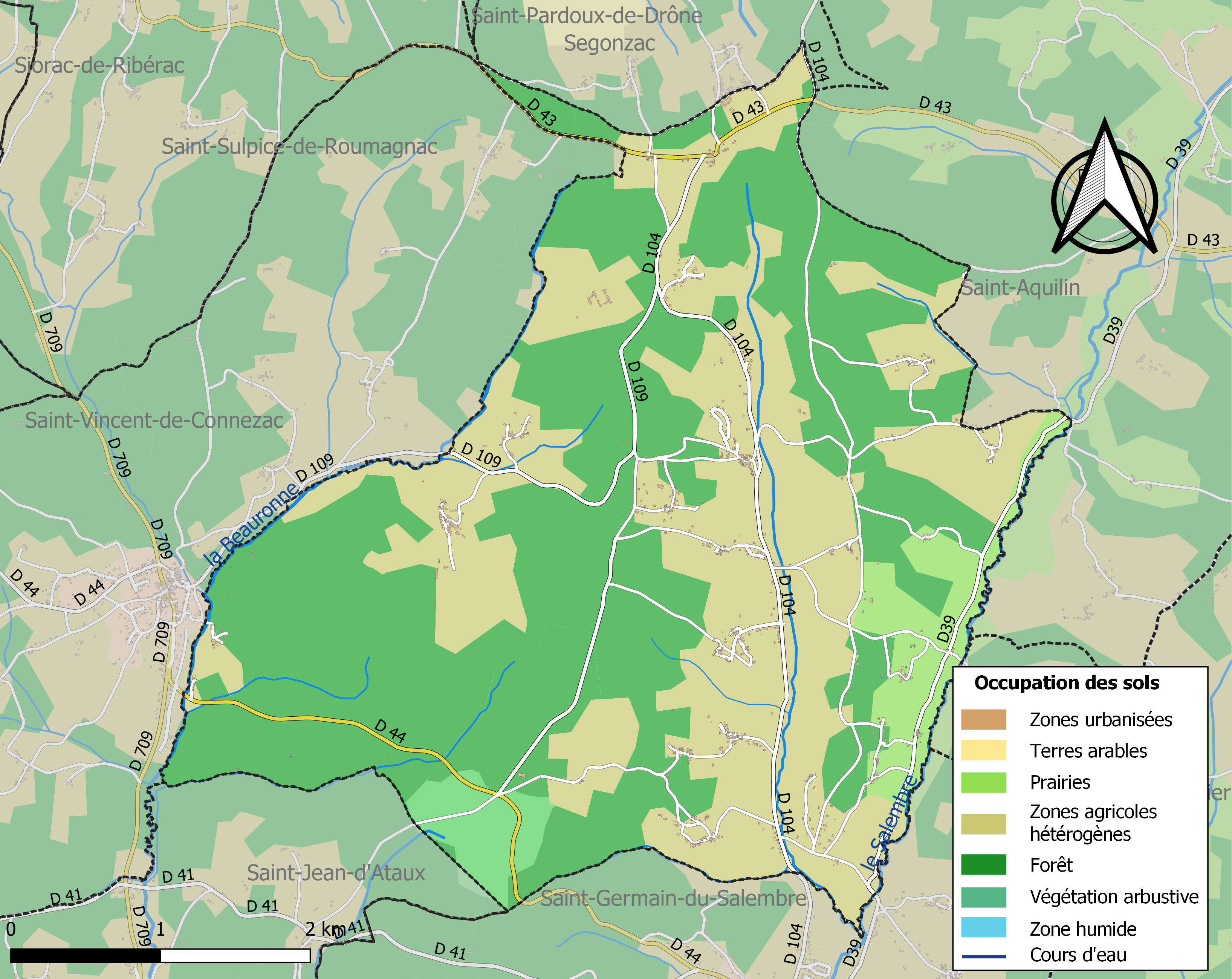
Carte des infrastructures et de l'occupation des sols de la commune en 2018 (CLC).

### Villages, hameaux et lieux-dits
(Liste non exhaustive)
Outre le bourg de Chantérac proprement dit, la commune se compose d'autres villages ou hameaux, ainsi que de lieux-dits :
- l'Auge
- les Baisses
- la Bareaudie
- Beauterie
- Bois de la Bareaudie
- la Boussénelie
- Boutard
- Bouyssou
- les Caux
- la Chabane
- Chaniveau
- Charrièras
- la Châtignoulé
- au Chêne Mensongeais
- chez Pradoux
- les Cinq Routes
- le Clos Barra
- les Coirands
- les Combes
- Faureille
- les Fayets
- les Fêtes Rompues
- Font Moreau
- la Forêt des Cailloux
- les Fy Vieilles
- Gorcet
- le Grand Boucara
- Granillère
- l'Hôpital
- Jean Filet
- Joussonnières
- Landry
- Lédrier
- aux Légitimes
- les Longayes
- Longecôte
- la Martinière (deux hameaux du même nom, un à l'extrême nord, l'autre à l'est)
- Marty
- Maury
- le Moulin de Faucheyroux
- le Moulin de la Grave
- le Moulin de Landry
- le Moulin de Parentie
- Parentie
- les Passadoux
- les Pelades
- le Petit Moulin
- la Petite Tournerie
- Pey de Chaumet
- la Pointe de la Grave
- les Pradeaux
- Puybeaudeau
- Puy Crolé
- Puyembert
- les Pyrénées
- les Quatre Frères
- le Repaire
- la Senzille
- les Tortes
- les Vieilles Tuilières
- Villaret
- les Virades

### Prévention des risques
Le territoire de la commune de Chantérac est vulnérable à différents aléas naturels : météorologiques (tempête, orage, neige, grand froid, canicule ou sécheresse), feux de forêts, mouvements de terrains et séisme (sismicité très faible). Un site publié par le BRGM permet d'évaluer simplement et rapidement les risques d'un bien localisé soit par son adresse soit par le numéro de sa parcelle.
Chantérac est exposée au risque de feu de forêt. L’arrêté préfectoral du 14 mars 2013 fixe les conditions de pratique des incinérations et de brûlage dans un objectif de réduire le risque de départs d’incendie. À ce titre, des périodes sont déterminées : interdiction totale du 15 février au 15 mai et du 15 juin au 15 octobre, utilisation réglementée du 16 mai au 14 juin et du 16 octobre au 14 février. En septembre 2020, un plan inter-départemental de protection des forêts contre les incendies (PidPFCI) a été adopté pour la période 2019-2029,.

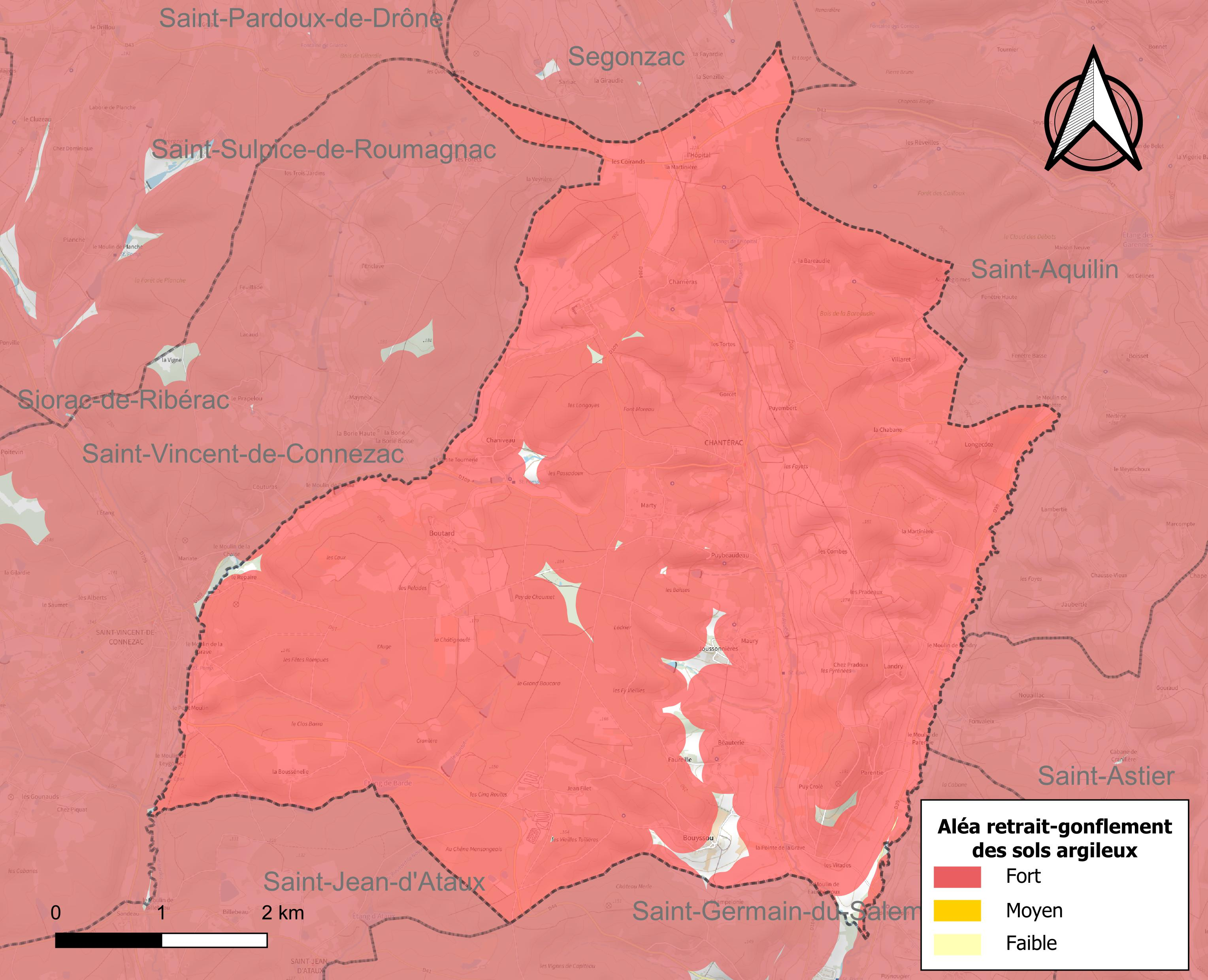
Carte des zones d'aléa retrait-gonflement des sols argileux de Chantérac.

Les mouvements de terrains susceptibles de se produire sur la commune sont des tassements différentiels. Le retrait-gonflement des sols argileux est susceptible d'engendrer des dommages importants aux bâtiments en cas d’alternance de périodes de sécheresse et de pluie. 98 % de la superficie communale est en aléa moyen ou fort (58,6 % au niveau départemental et 48,5 % au niveau national métropolitain). Depuis le 1er octobre 2020, en application de la loi ÉLAN, différentes contraintes s'imposent aux vendeurs, maîtres d'ouvrages ou constructeurs de biens situés dans une zone classée en aléa moyen ou fort,.
La commune a été reconnue en état de catastrophe naturelle au titre des dommages causés par les inondations et coulées de boue survenues en 1982 et 1999, par la sécheresse en 1989, 1992, 2003 et 2011 et par des mouvements de terrain en 1999.

## Toponymie
En occitan, la commune porte le nom de Chantairac.

## Histoire
Le village est identifié sous le nom de Chantairac sur la carte de Cassini, représentant la France entre 1756 et 1789.

## Politique et administration

### Rattachements administratifs
Dès 1790, la commune de Chantérac a été rattachée au canton de Saint Vincent qui dépendait du district de Ribérac jusqu'en 1795, date de suppression des districts. Lorsque ce canton est supprimé par la loi du 8 pluviôse an IX (28 janvier 1801)  portant sur la « réduction du nombre de justices de paix », la commune est rattachée au canton de Neuvic dépendant de l'arrondissement de Ribérac jusqu'en 1926 puis de l'arrondissement de Périgueux.
Dans le cadre de la réforme de 2014 définie par le décret du 21 février 2014, ce canton disparaît aux élections départementales de mars 2015. La commune est alors rattachée au canton de la Vallée de l'Isle, dont le bureau centralisateur est fixé à Neuvic.

### Intercommunalité
Fin 2003, Chantérac intègre dès sa création la communauté de communes de la Vallée du Salembre. Celle-ci est dissoute au 31 décembre 2013 et remplacée au 1er janvier 2014 par la communauté de communes Isle Vern Salembre en Périgord.

### Administration municipale
La population de la commune étant comprise entre 500 et 1 499 habitants au recensement de 2017, quinze conseillers municipaux ont été élus en 2020,.

### Liste des maires
| Période                                  | Période   | Identité          | Étiquette | Qualité                                                                                                  |
| ---------------------------------------- | --------- | ----------------- | --------- | --- |
| Les données manquantes sont à compléter. |           |                   |           | |
|                                          |           |                   |           | |
| 1965                                     | mars 2001 | Christian Défarge | PS        | Député (1984-1986), conseiller général du canton de Neuvic (1976-2001), conseiller régional (1986-2004). |
| mars 2001 (réélu en mai 2020)            | En cours  | Jean-Michel Magne | PS        | Chef d'entreprise Conseiller départemental du canton de la Vallée de l'Isle (depuis 2015)                |

## Équipements et services publics

### Justice
Dans le domaine judiciaire, Chantérac relève : 
- du tribunal judiciaire, du tribunal pour enfants, du conseil de prud'hommes et du tribunal de commerce de Périgueux ;
- du pôle Nationalité du tribunal judiciaire de Périgueux (compétent uniquement dans le domaine de la nationalité) ;
- de la cour d'appel, du tribunal administratif et de la  cour administrative d'appel de Bordeaux.

## Population et société

### Démographie
L'évolution du nombre d'habitants est connue à travers les recensements de la population effectués dans la commune depuis 1793. Pour les communes de moins de 10 000 habitants, une enquête de recensement portant sur toute la population est réalisée tous les cinq ans, les populations de référence des années intermédiaires étant quant à elles estimées par interpolation ou extrapolation. Pour la commune, le premier recensement exhaustif entrant dans le cadre du nouveau dispositif a été réalisé en 2004.

En 2022, la commune comptait 647 habitants, en évolution de +4,35 % par rapport à 2016 (Dordogne : +0,37 %, France hors Mayotte : +2,11 %).
| 1793  | 1800 | 1806 | 1821 | 1831  | 1836 | 1841 | 1846 | 1851 |
| ----- | ---- | ---- | ---- | ----- | ---- | ---- | ---- | ---- |
| 1 080 | 917  | 907  | 841  | 1 051 | 981  | 981  | 997  | 921  |

| 1856 | 1861  | 1866 | 1872 | 1876 | 1881 | 1886 | 1891 | 1896 |
| ---- | ----- | ---- | ---- | ---- | ---- | ---- | ---- | ---- |
| 960  | 1 022 | 964  | 975  | 905  | 903  | 902  | 820  | 765  |

| 1901 | 1906 | 1911 | 1921 | 1926 | 1931 | 1936 | 1946 | 1954 |
| ---- | ---- | ---- | ---- | ---- | ---- | ---- | ---- | ---- |
| 743  | 720  | 698  | 609  | 577  | 536  | 541  | 541  | 499  |

| 1962 | 1968 | 1975 | 1982 | 1990 | 1999 | 2004 | 2006 | 2009 |
| ---- | ---- | ---- | ---- | ---- | ---- | ---- | ---- | ---- |
| 518  | 515  | 414  | 418  | 461  | 456  | 486  | 499  | 544  |

| 2014 | 2019 | 2022 | - | - | - | - | - | - |
| ---- | ---- | ---- | - | - | - | - | - | - |
| 612  | 617  | 647  | - | - | - | - | - | - |

### Manifestations culturelles ou sportives
Depuis 2003, en juin, le Ride On Festival présente « des courses de motocross, des spectacles de freestyle ou encore des concerts enflammés ».

## Économie

### Emploi
En 2015, parmi la population communale comprise entre 15 et 64 ans, les actifs représentent 273 personnes, soit 44,0 % de la population municipale. Le nombre de chômeurs (28) a augmenté par rapport à 2010 (21) et le taux de chômage de cette population active s'établit à 10,4 %.

### Établissements
Au 31 décembre 2015, la commune compte quarante-six établissements, dont dix-huit au niveau des commerces, transports ou services, dix dans la construction, sept relatifs au secteur administratif, à l'enseignement, à la santé ou à l'action sociale, six dans l'industrie, et cinq dans l'agriculture, la sylviculture ou la pêche.

## Culture locale et patrimoine

### Lieux et monuments
- Église-forteresse Saint-Pierre-ès-Liens, construite au XIIe siècle et agrandie au XVe siècle, classée en 1914 au titre des monuments historiques[57].

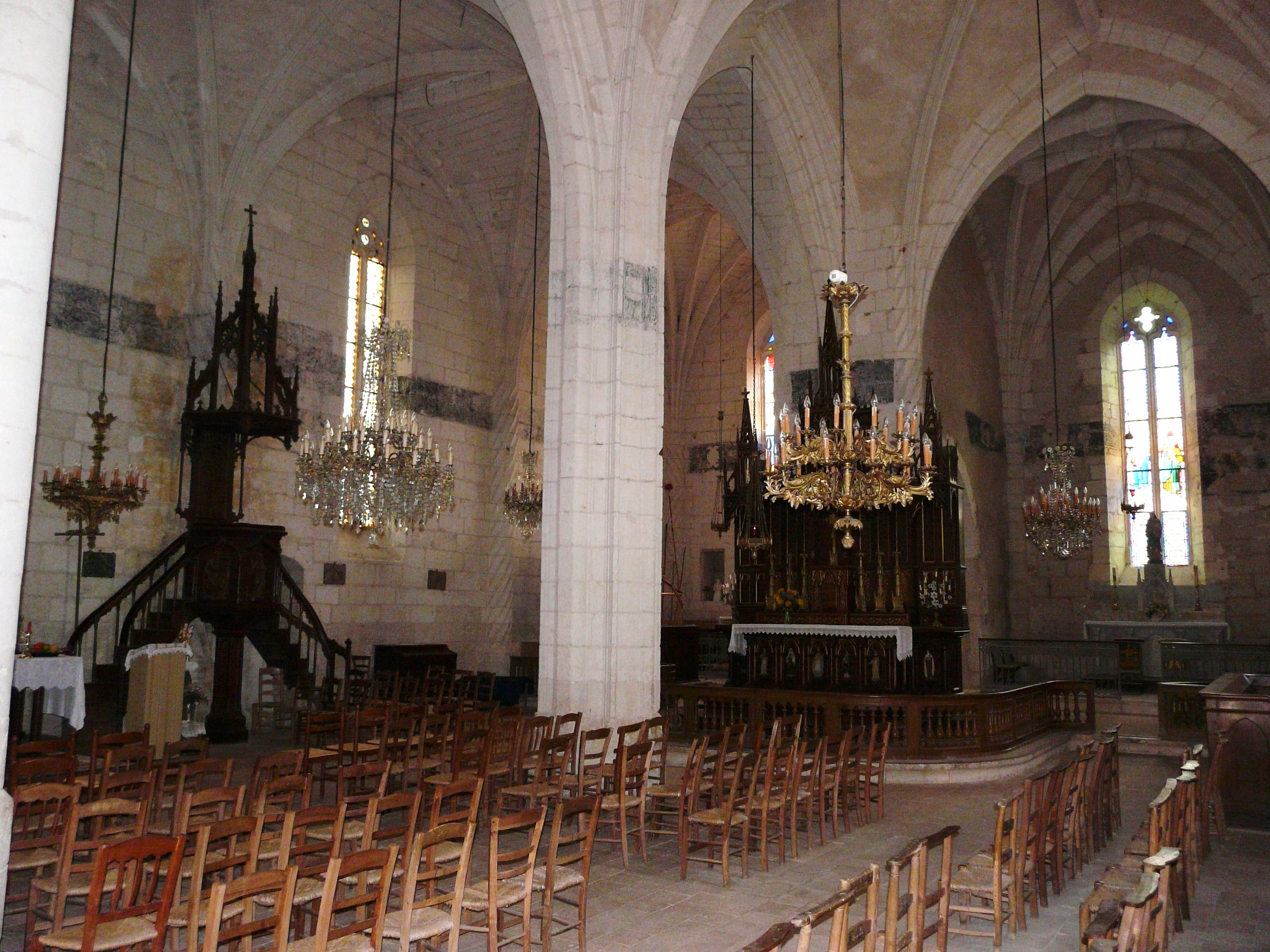
Les deux nefs de l'église.
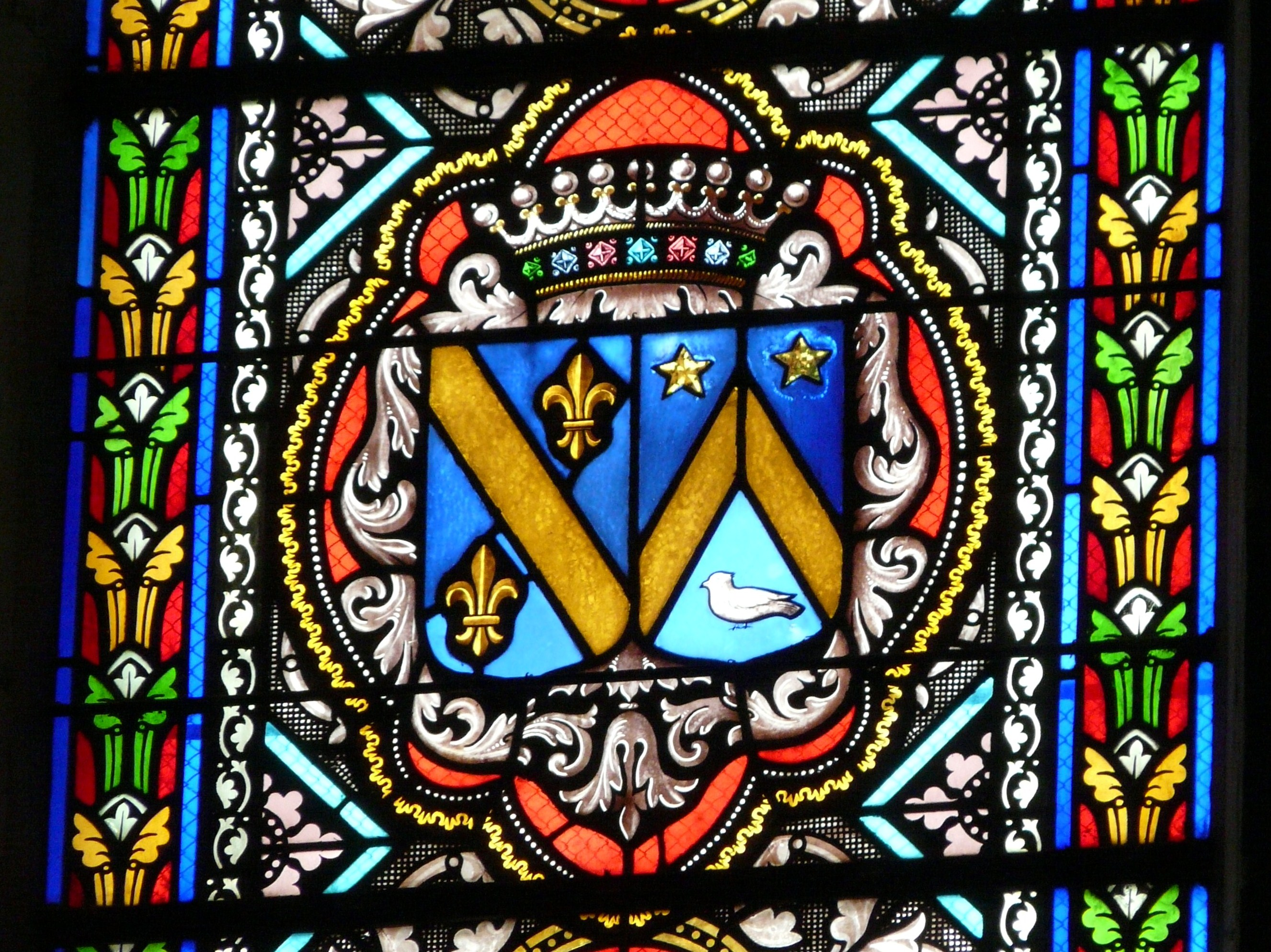
Armoiries sur un vitrail.
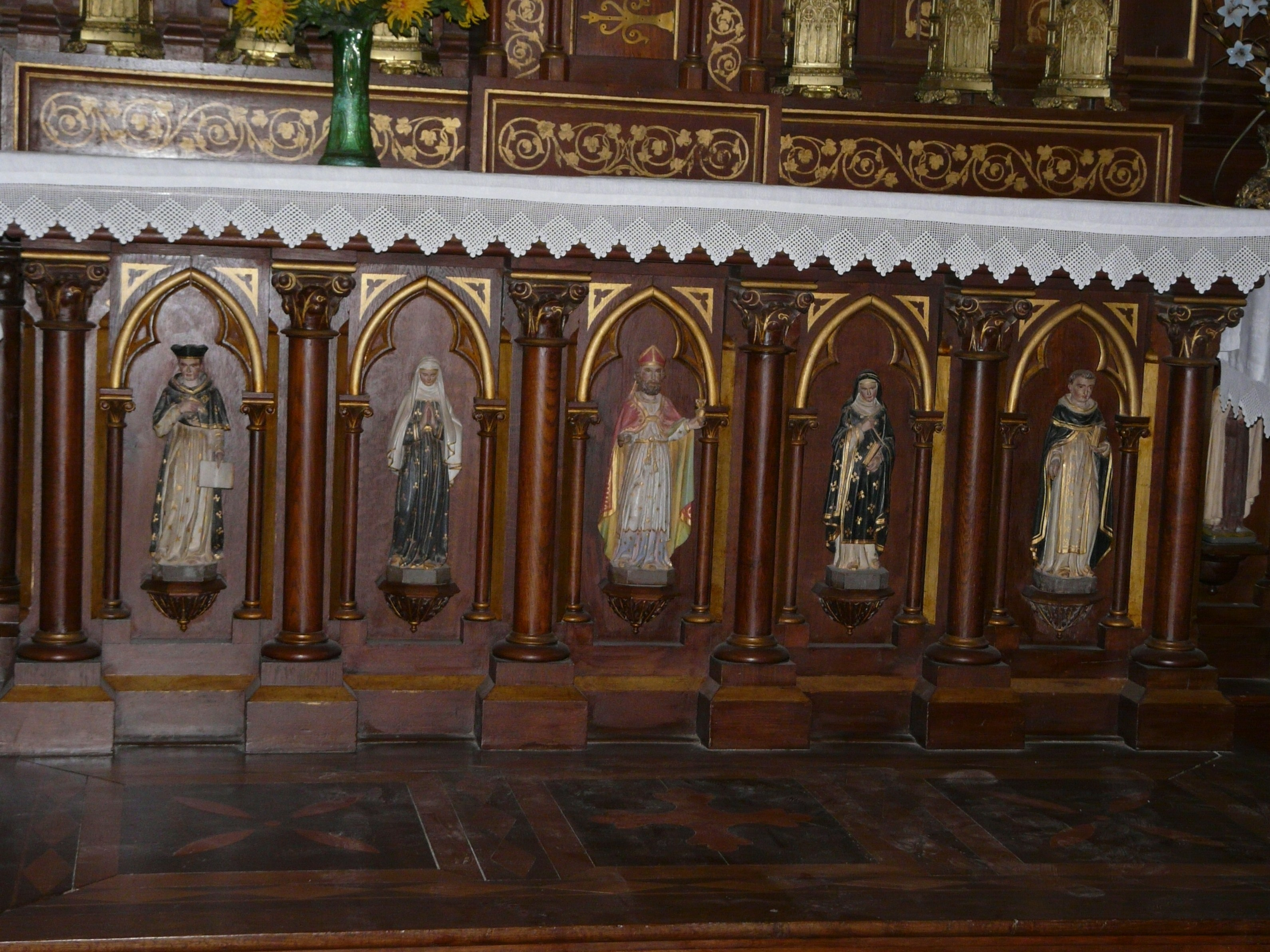
Détail du maître autel.
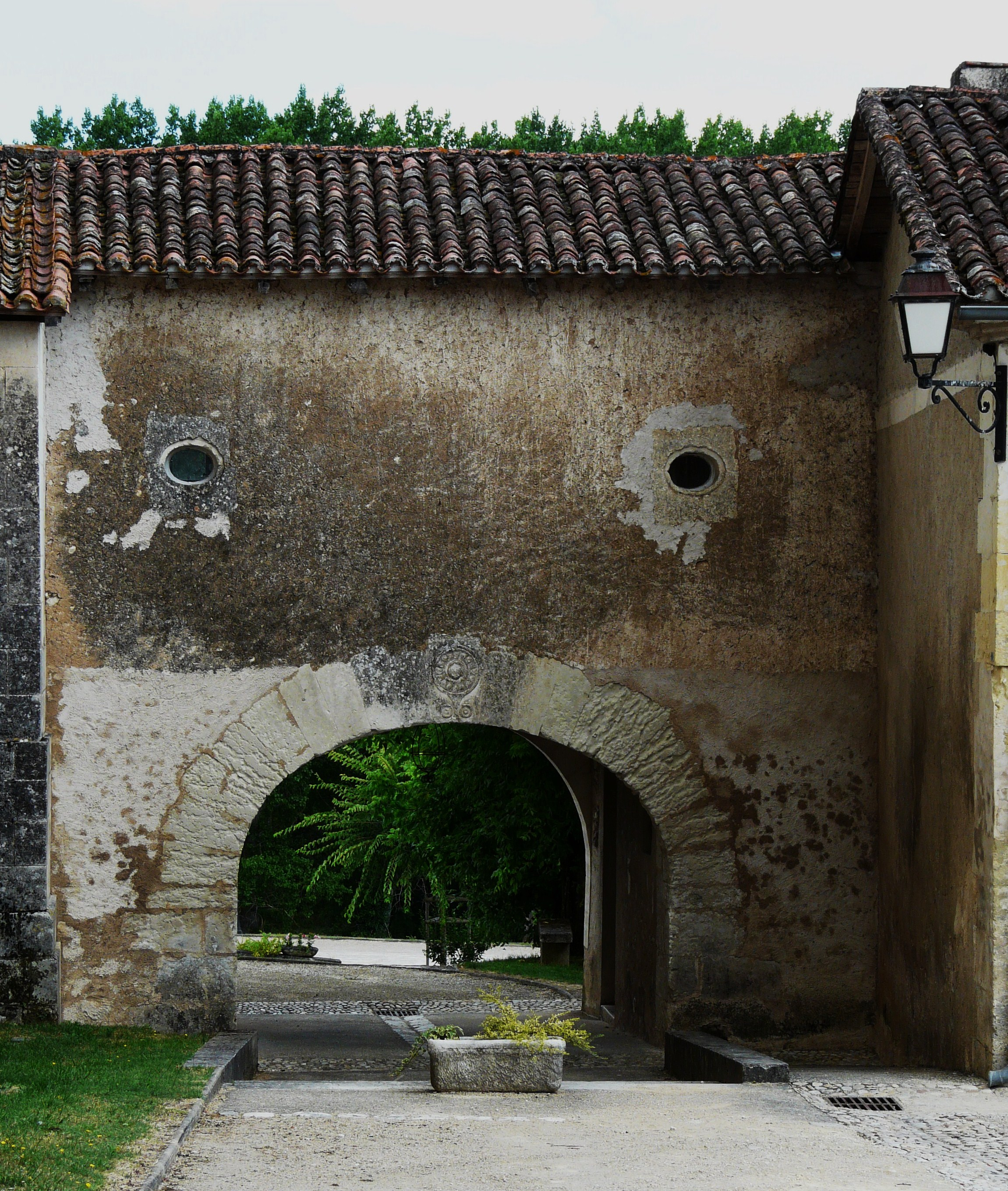
Porche attenant à l'église.

- Château de Chantérac, XVIIIe siècle, inscrit partiellement en 1959 au titre des monuments historiques pour ses façades et toitures[58].

```
; propriété privée.
```

### Personnalités liées à la commune
- Yves Guéna (1922-2016), plusieurs fois ministre (1968-1969 ; 1973-1974), maire de Périgueux (1971-1997), député (1962-1967 ; 1968 ; 1973 ; 1974-1981) puis sénateur (1989-1997) de la Dordogne, président du Conseil constitutionnel (2000-2004), propriétaire du château de Chantérac, est inhumé à Chantérac.

### Héraldique
| Blason de Chantérac | Blason  | D'azur à la bande d'or accompagnée de deux fleurs de lys du même ; au chef cousu* de gueules chargé de deux chaînes d'or, passées en sautoir, alésées avec les maillons des extrémités brisés. |
| Blason de Chantérac | Détails | * Ces armes emploient le terme « cousu » dans le seul but de contrevenir à la règle de contrariété des couleurs : elles sont fautives. Adopté en 2003.                                         |

## Pour approfondir